# Стабблети-Кук, Зак
Зак Стабблети-Кук (англ. Zac Stubblety-Cook; род. 4 января 1999, Брисбен) — австралийский пловец, олимпийский чемпион 2020 года, чемпион мира 2022 года, призёр летних Олимпийских игр 2020 и 2024 годов, призёр чемпионатов мира.

## Биография
Начал заниматься плаванием в плавательном клубе в Таррагинди, в Квинсленде по программе общая безопасность на воде.
В 2021 году принимал участие в своих первых летних Олимпийских играх, которые прошли в Токио. На дистанции 200 метров брассом стал олимпийским чемпионом. В смешанной комбинированной эстафете его участие принесло Австралии бронзовую медаль.
В 2022 году, в честь празднования Национального праздника — Дня Австралии, Стабблети-Кук был награжден медалью Австралийского ордена.
На чемпионате Австралии по плаванию 2022 года, который проходил в мае в Аделаиде, Стабблети-Кук прошёл квалификацию на чемпионат мира по водным видам спорта 2022 года на дистанциях 100 и 200 метров брассом, при этом установив в финале новый мировой рекорд на дистанции 200 метров брассом со временем 2:05.95.
В 2023 году участвовал в чемпионате мира в Фукуоке и завоевал серебряную медаль на дистанции 200 метров брассом, отстав на 0,92 секунды от Цинь Хайяня, который побил мировой рекорд, установленный Стабблети-Куком. Также принимал участие в эстафетах, завоевал серебро и бронзу.
На Олимпийских играх в Париже на дистанции 200 метров брассом стал вторым после Леона Маршана. В смешанной эстафете помог Австралии завоевать бронзовую медаль.